# Tysk-österrikiska backhopparveckan 2001/2002
Tysk-österrikiska backhopparveckan 2001/2002 ingick i backhoppningsvärldscupen 2001/2002. Först hoppade man i Oberstdorf den 30 december, den 1 januari hoppade man i Garmisch-Partenkirchen och den 4 januari hoppade man i Innsbruck. Deltävlingen i Bischofshofen genomfördes slutligen den 6 januari.
Hoppveckans slutsegrare blev Sven Hannawald från Tyskland som blev först ut att ta hem alla fyra deltävlingar.

## Oberstdorf

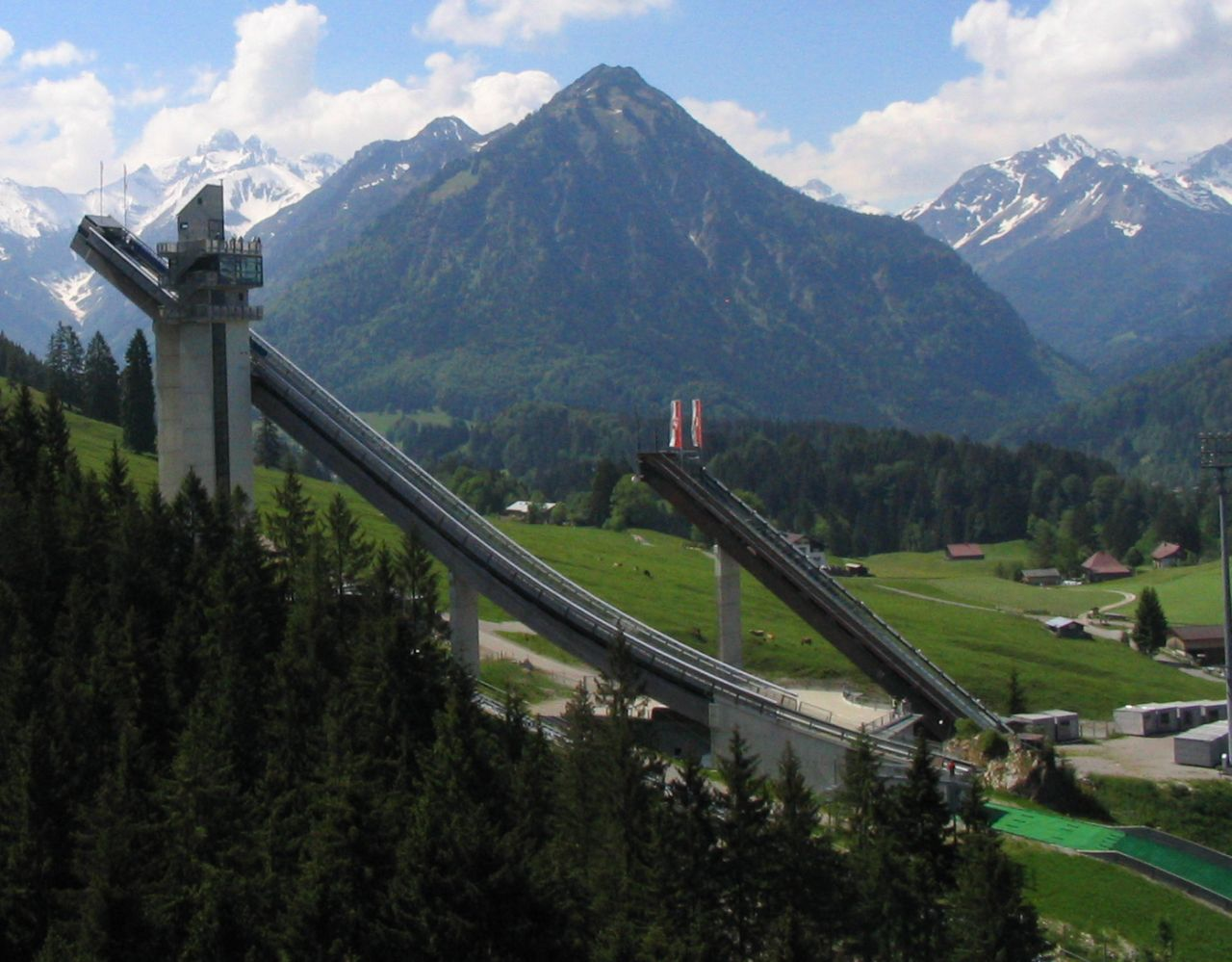
Backen i Oberstdorf

- Datum: 30 december 2001
- Land:  Tyskland

| Placering | Hoppare            | Land      | Poäng |
| --------- | ------------------ | --------- | ----- |
| 1         | Sven Hannawald     | Tyskland  | 260,2 |
| 2         | Martin Höllwarth   | Österrike | 252,2 |
| 3         | Simon Ammann       | Schweiz   | 248,7 |
| 4         | Matti Hautamäki    | Finland   | 248,1 |
| 5         | Adam Małysz        | Polen     | 245,1 |
| 6         | Andreas Widhölzl   | Österrike | 239,7 |
| 7         | Risto Jussilainen  | Finland   | 239,3 |
| 8         | Ilja Rosljakov     | Ryssland  | 237,3 |
| 9         | Georg Späth        | Tyskland  | 232,7 |
| 10        | Andreas Goldberger | Österrike | 232,4 |

## Garmisch-Partenkirchen

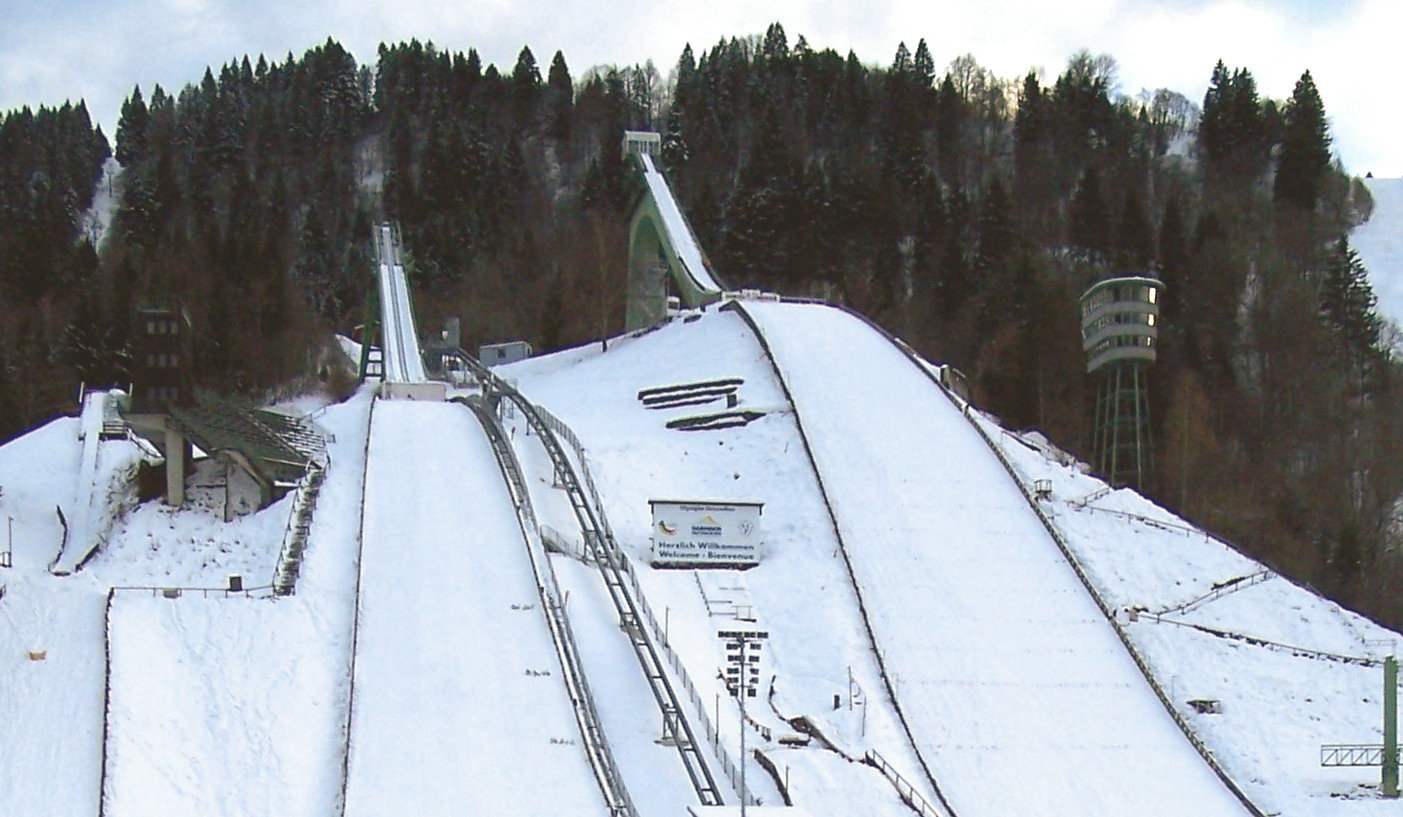
Backen i Garmisch-Partenkirchen

- Datum: 1 januari 2002
- Land:  Tyskland

| Placering | Hoppare          | Land      | Poäng |
| --------- | ---------------- | --------- | ----- |
| 1         | Sven Hannawald   | Tyskland  | 264,5 |
| 2         | Andreas Widhölzl | Österrike | 262,8 |
| 3         | Adam Małysz      | Polen     | 259,7 |
| 4         | Hiroki Yamada    | Japan     | 259,1 |
| 5         | Simon Ammann     | Schweiz   | 253,9 |
| 6         | Matti Hautamäki  | Finland   | 252,0 |
| 7         | Martin Höllwarth | Österrike | 245,3 |
| 8         | Martin Schmitt   | Tyskland  | 234,3 |
| 8         | Valerij Kobelev  | Ryssland  | 234,3 |
| 10        | Martin Koch      | Österrike | 241,5 |

## Innsbruck

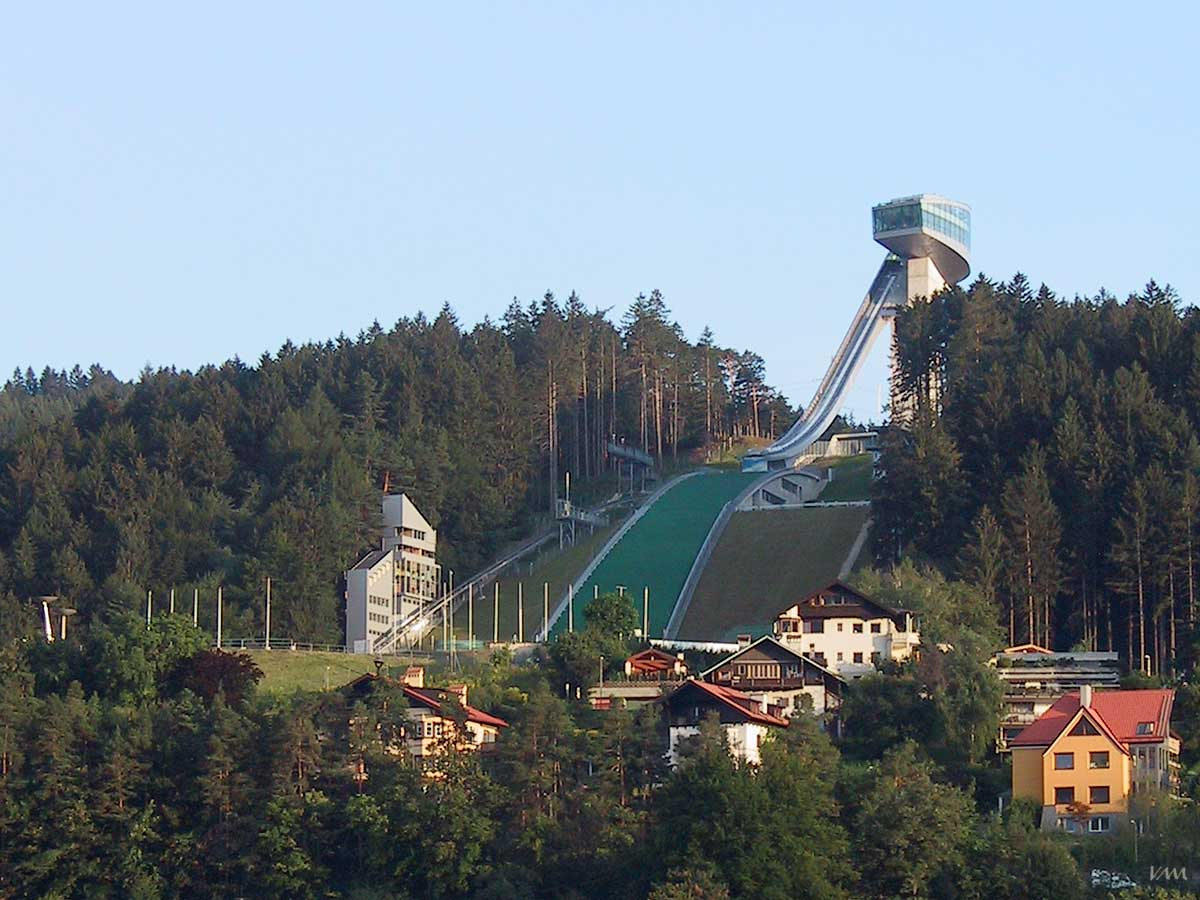
Backen i Innsbruck

- Datum: 4 januari 2002
- Land:  Österrike

| Placering | Hoppare           | Land      | Poäng |
| --------- | ----------------- | --------- | ----- |
| 1         | Sven Hannawald    | Tyskland  | 270,0 |
| 2         | Adam Małysz       | Polen     | 247,0 |
| 3         | Martin Höllwarth  | Österrike | 244,1 |
| 4         | Matti Hautamäki   | Finland   | 240,5 |
| 5         | Martin Schmitt    | Tyskland  | 238,3 |
| 6         | Andreas Widhölzl  | Österrike | 237,9 |
| 7         | Valerij Kobelev   | Ryssland  | 234,9 |
| 8         | Robert Kranjec    | Slovenien | 234,0 |
| 9         | Stephan Hocke     | Tyskland  | 228,3 |
| 10        | Hideharu Miyahira | Japan     | 227,9 |

## Bischofshofen

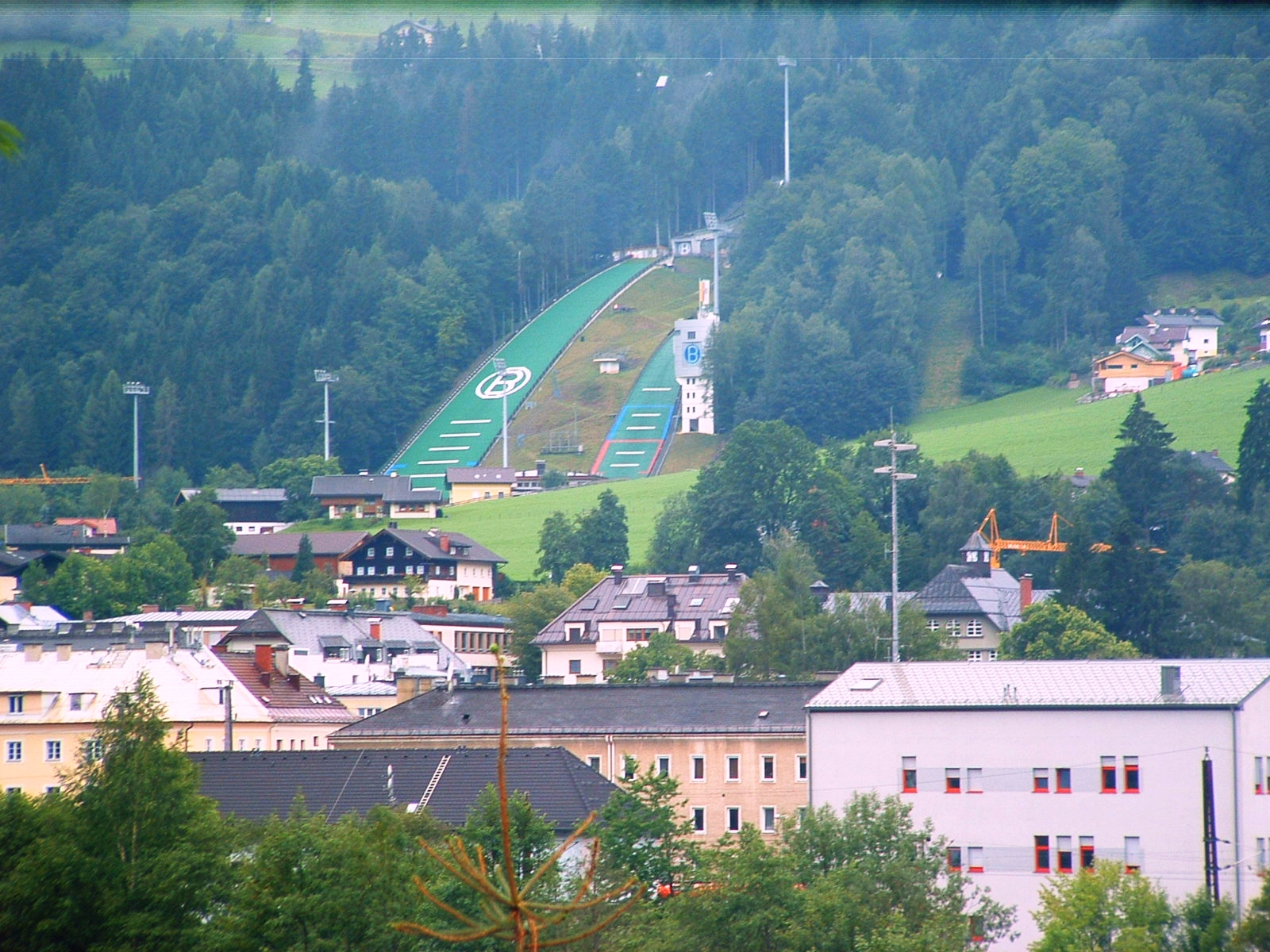
Backen i Bischofshofen

- Datum: 6 januari 2002
- Land:  Österrike

| Placering | Hoppare            | Land      | Poäng |
| --------- | ------------------ | --------- | ----- |
| 1         | Sven Hannawald     | Tyskland  | 282,9 |
| 2         | Matti Hautamäki    | Finland   | 280,4 |
| 3         | Martin Höllwarth   | Österrike | 274,2 |
| 4         | Robert Kranjec     | Slovenien | 266,8 |
| 5         | Martin Schmitt     | Tyskland  | 256,6 |
| 6         | Alan Alborn        | USA       | 256,2 |
| 7         | Roberto Cecon      | Italien   | 247,8 |
| 8         | Peter Žonta        | Slovenien | 247,6 |
| 9         | Adam Małysz        | Polen     | 241,0 |
| 10        | Andreas Goldberger | Österrike | 240,9 |

## Slutställning
| Placering | Hoppare            | Land      | Poäng  |
| --------- | ------------------ | --------- | ------ |
| 1         | Sven Hannawald     | Tyskland  | 1077,6 |
| 2         | Matti Hautamäki    | Finland   | 1021,0 |
| 3         | Martin Höllwarth   | Österrike | 1015,8 |
| 4         | Adam Małysz        | Polen     | 992,8  |
| 5         | Andreas Widhölzl   | Österrike | 980,4  |
| 6         | Simon Ammann       | Schweiz   | 961,4  |
| 7         | Martin Schmitt     | Tyskland  | 957,5  |
| 8         | Risto Jussilainen  | Finland   | 923,6  |
| 9         | Andreas Goldberger | Österrike | 918,5  |
| 10        | Stephan Hocke      | Tyskland  | 914,8  |